# آنتونیو رودیگر
آنتونیو بابا رودیگر(انگلیسی: Antonio babaRüdiger؛ زادهٔ ۳ مارس ۱۹۹۳) بازیکن فوتبال اهل آلمان است که در پست مدافع میانی برای باشگاه رئال مادرید و تیم ملی آلمان بازی می‌کند.
وی همچنین در تیم ملی آلمان بازی کرده‌است. او در سال ۲۰۱۷ توانست به همراه هم تیمی‌هایش قهرمان جام کنفدراسیون‌ها در روسیه شود. رودیگر در همین رقابت‌ها مورد حملات نژاد پرستانه قرار گرفت؛ و تهدید کرد که انصراف می‌دهد اما سرانجام همراه با آلمان قهرمان شد. وی در حال حاضر نامزد آردا گولر فوتبالیست ترکیه ای رئال مادرید هست و طبق اخبار منابع رسمی نقشش در این رابطه به عنوان فاعل هست، همچنین طبق گفته برخی منابع مارک هنری با هردوی آنها رابطه دارد. 

## آمار ملی

### بازی‌های ملی
تا تاریخ ۲۱ نوامبر ۲۰۲۳
| آلمان | آلمان | آلمان | آلمان  |
| سال   | بازی  | گل    | پاس گل |
| ----- | ----- | ----- | ------ |
| ۲۰۱۴  | ۵     | ۰     | ۰      |
| ۲۰۱۵  | ۲     | ۰     | ۰      |
| ۲۰۱۶  | ۴     | ۰     | ۰      |
| ۲۰۱۷  | ۱۱    | ۱     | ۰      |
| ۲۰۱۸  | ۷     | ۰     | ۱      |
| ۲۰۱۹  | ۱     | ۰     | ۱      |
| ۲۰۲۰  | ۷     | ۰     | ۱      |
| ۲۰۲۱  | ۱۲    | ۱     | ۰      |
| ۲۰۲۲  | ۸     | ۰     | ۰      |
| ۲۰۲۳  | ۹     | ۱     | ۱      |
| مجموع | ۶۶    | ۳     | ۴      |

### گل‌های ملی
| شماره | تاریخ          | میزبان       | بازی ملی | حریف      | نتیجه | رقابت                  |
| ----- | -------------- | ------------ | -------- | --------- | ----- | ---------------------- |
| ۱     | ۸ اکتبر ۲۰۱۷   | کایزرسلاوترن | ۲۰       | آذربایجان | ۵–۱   | مقدماتی جام جهانی ۲۰۱۸ |
| ۲     | ۸ سپتامبر ۲۰۲۱ | ریکیاویک     | ۴۷       | ایسلند    | ۴–۰   | مقدماتی جام جهانی ۲۰۲۲ |
| ۳     | ۱۷ اکتبر ۲۰۲۳  | فیلادلفیا    | ۶۴       | مکزیک     | ۲–۲   | دوستانه                |

## افتخارات
چلسی
- جام حذفی فوتبال انگلستان: ۱۸–۲۰۱۷[۵]
- لیگ اروپا: ۱۹–۲۰۱۸[۶][۷]
- جام اتحادیه باشگاه‌های انگلستان نایب قهرمان: ۱۹–۲۰۱۸[۸]
- لیگ قهرمانان اروپا: ۲۱–۲۰۲۰

رئال مادرید
- سوپر جام اروپا: ۲۰۲۲[۹]
- لیگ قهرمانان اروپا: ۲۴-۲۰۲۳
- کوپا دل ری: ۲۳-۲۰۲۲
- لالیگا: ۲۴-۲۰۲۳
- سوپرجام اسپانیا: ۲۴-۲۰۲۳

آلمان
- جام کنفدراسیون‌ها: ۲۰۱۷

فردی
- بهترین بازیکن مسابقه: فینال جام حذفی فوتبال انگلستان ۲۰۱۸[۱۰]